# Cheongdo-gun
Cheongdo (en coreano: 청도군) es un condado en el norte de la provincia de Gyeongsang del Norte, Corea del Sur. Está conectado a la red nacional de transporte por el ferrocarril Gyeongbu Line y el Daegu-Busan Expressway. La sede del gobierno se encuentra en el centro de la provincia, en Hwayang-eup. Cada año Cheongdo-gun es sede de un festival internacional de la tauromaquia.

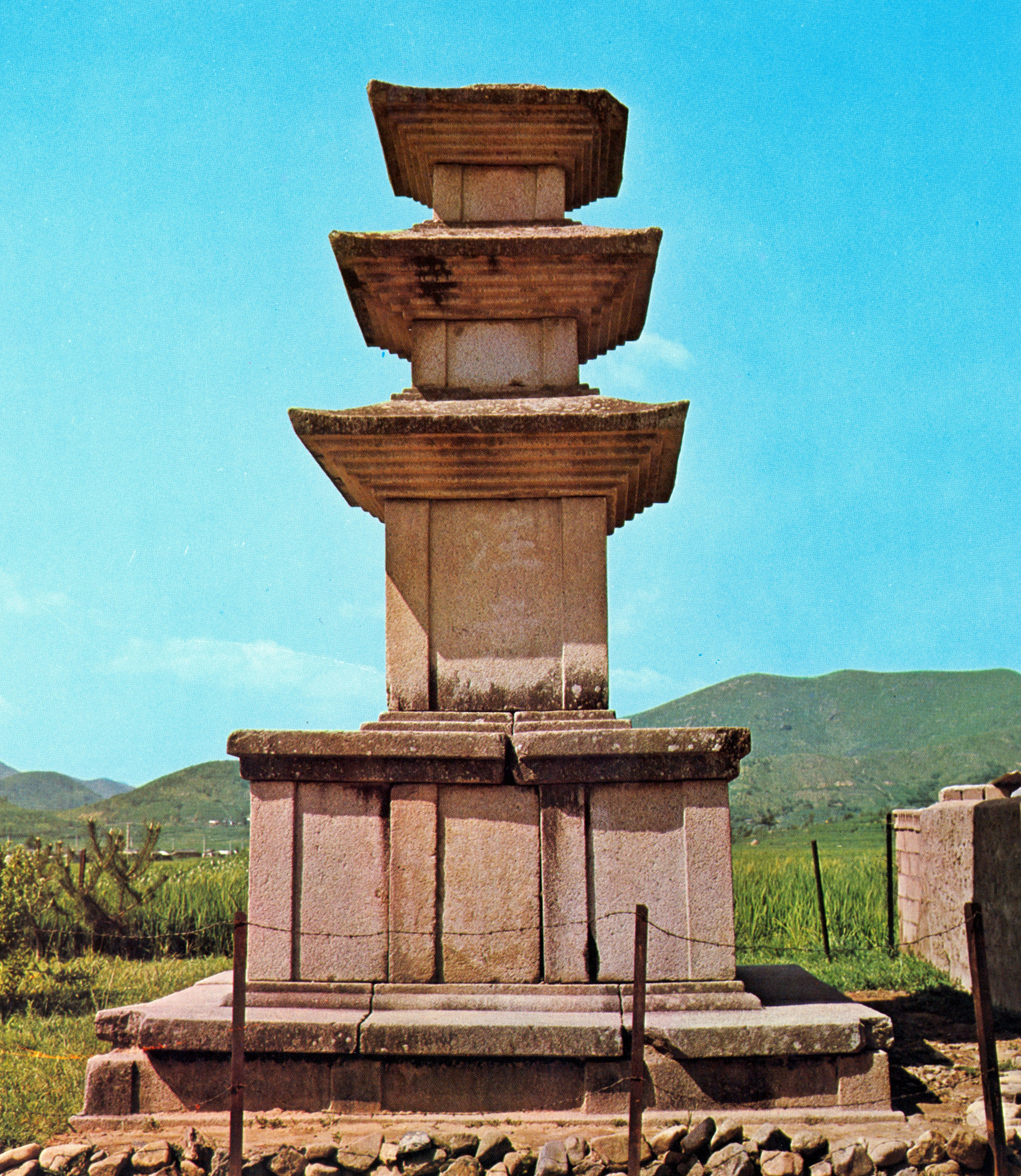
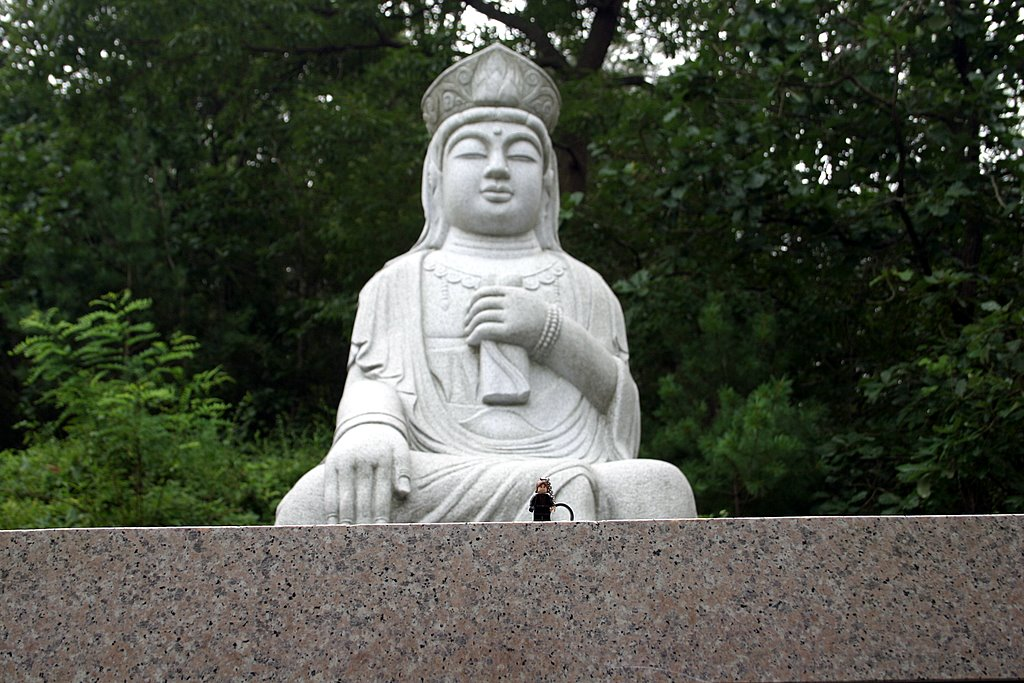
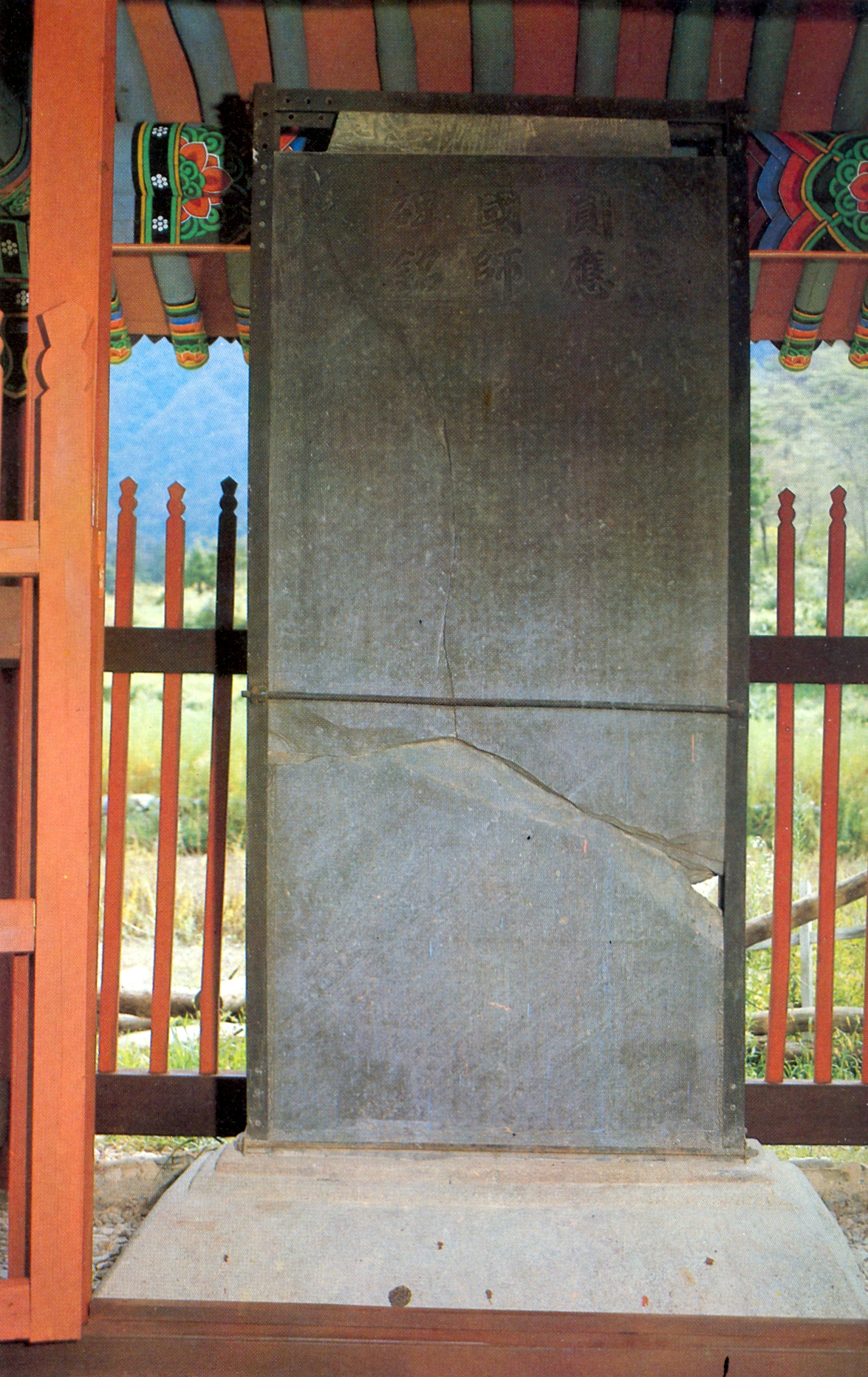

## Divisiones administrativas
Cheongdo-gun se divide en dos eup y siete myeon.
- Hwayang-eup
- Cheongdo-eup
- Gakbuk-myeon
- Punggak-myeon
- Iseo-myeon
- Gangnam-myeon
- Maejeon-myeon
- Geumcheon-myeon
- Unmun-myeon